# Vicente Nebrada
Vicente Balbino Nebreda Arias (Caracas, Venezuela; 31 de marzo de 1930-Caracas, Venezuela; 26 de mayo de 2002) fue un coreógrafo y bailarín venezolano, parte de la generación pionera de la actividad dancística venezolana en los años 1940. Formó parte de la Cátedra de Ballet del Liceo Andrés Bello, primer intento de escuela formal de danza en el país, y del Ballet Nacional de Venezuela, primera compañía profesional de largo recorrido; también fue uno de los primeros bailarines venezolanos que hizo carrera internacional, trabajando con la compañía de Roland Petit en Francia, el Joffrey Ballet y el Harkness Ballet en Estados Unidos, y el Ballet Nacional de Cuba. Con una extensa trayectoria como coreógrafo, que inició en 1958 cuando estaba comenzando su carrera profesional y finalizó con la creación de su versión de El cascanueces en 1996, creó 61 coreografías originales y adaptaciones de ballets del repertorio clásico universal, para diversas compañías del mundo.

## Infancia y estudios

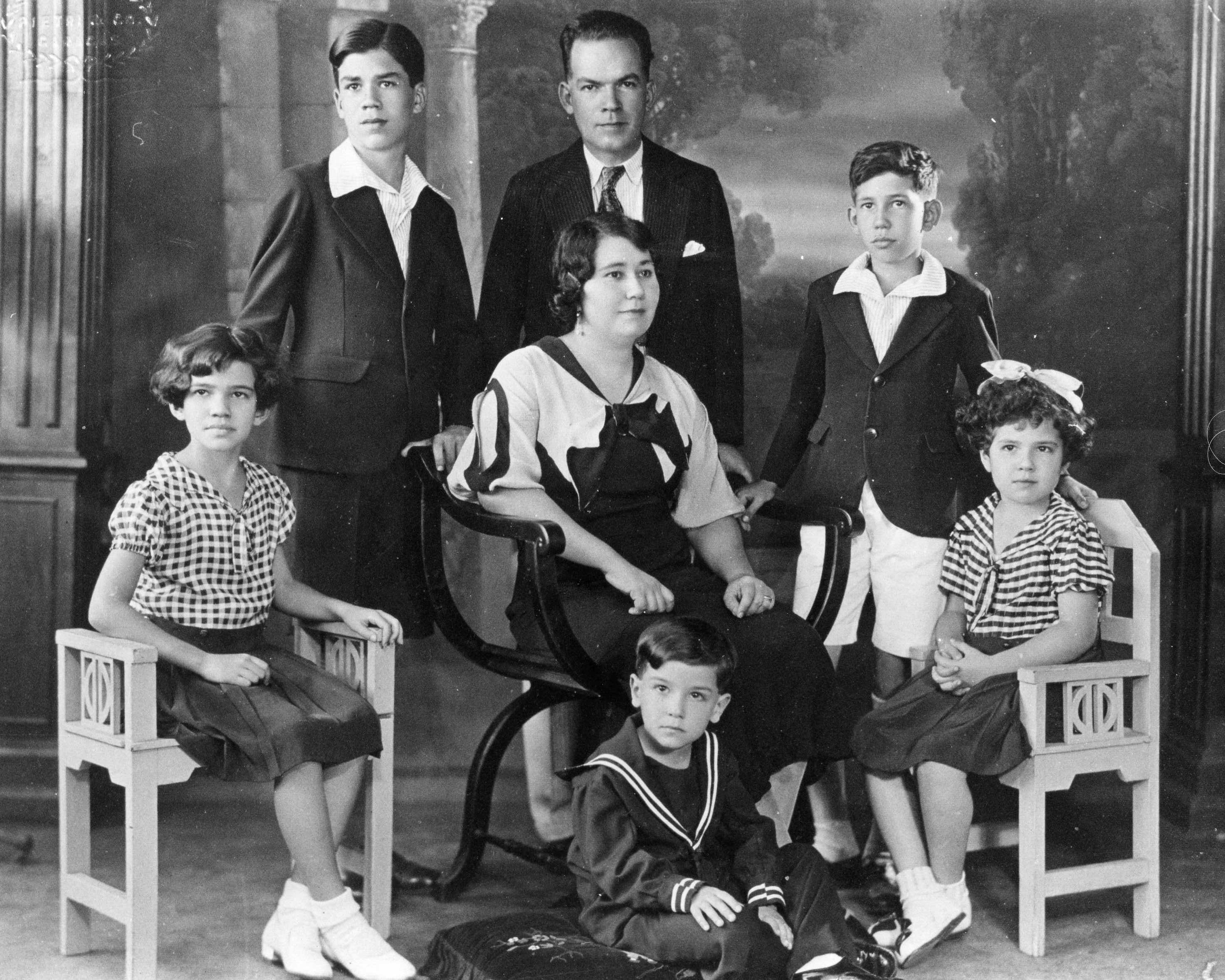
Familia Nebreda Arias en 1934, Vicente con 4 años, sentado en el piso. Caracas, Venezuela

Vicente nació en la parroquia San José de Caracas, hijo de Alejandro Nebreda y Josefina Arias, fue el menor de cinco hermanos en una familia de clase media, descendiente de inmigrantes españoles. Su padre era sastre y dueño de una tienda de artículos de cuero, que estaba ubicada en el centro de la ciudad, su madre era ama de casa y se dedicaba exclusivamente a la atención de la familia y la crianza de los hijos.
Vicente estudió la primaria en la Escuela Experimental Venezuela, que era un colegio donde se ponían en práctica nuevas formas de enseñanza. Allí conoció a Isaac Chocrón y Román Chalbaud, con quienes entabló una amistad que duró toda su vida. En el colegio se dictaban clases de música, danza y teatro, además de las materias formales de la primaria y contaba con una plantilla de profesores que hicieron de la innovación en la educación su meta y pusieron en práctica métodos nuevos para que el educando aprovechara al máximo sus horas en el colegio. Steffy Stahl, maestra austríaca contratada por el estado venezolano, impartía el curso de gimnasia rítmica aplicando el método Dalcroze y montaba los espectáculos de fin de curso en los que Vicente llegó a interpretar al indio Guaicaipuro.

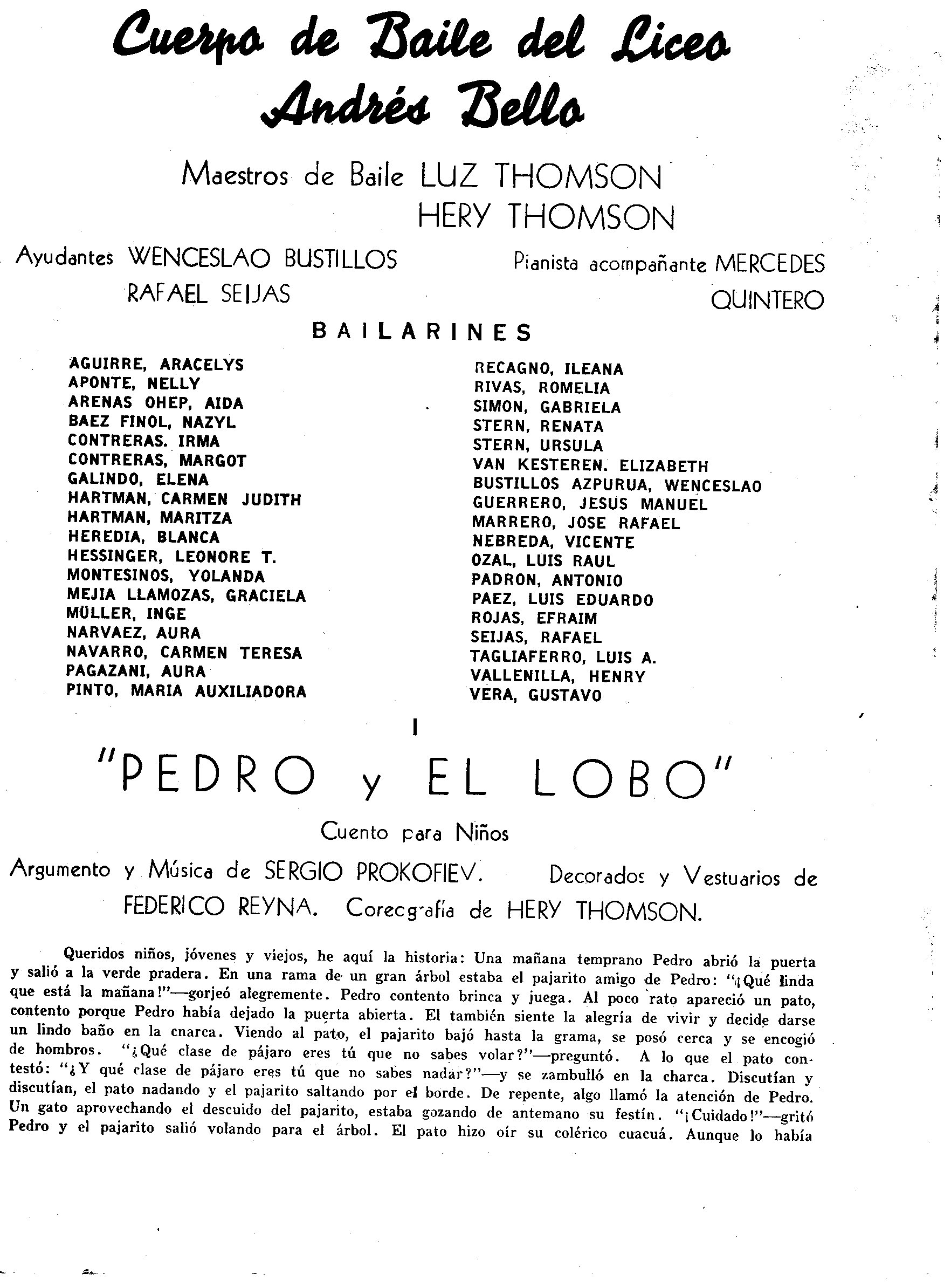
Programa de mano (página 01) de una función del Cuerpo de baile del Liceo Andrés Bello. Junio de 1946. Caracas, Venezuela

Sus inclinaciones artísticas se afianzaron en la adolescencia, tenía un gusto particular por el cine, al que asistía con cierta regularidad. En 1945 asistió a una función en el Teatro Municipal de Caracas de la Compañía de Cantos y Danzas de España dirigida por bailarín Joaquín Pérez Fernández, que despertó su interés por esta forma artística. Luego ese mismo año se presentó, también en el Teatro Municipal, la temporada de los Ballets Rusos del coronel de Basil, compañía que estaba conformada por algunos exbailarines de la extinta compañía de Diaghilev y cuatro de sus integrantes, los esposos argentinos Hery y Luz Thomson y los irlandeses David y Eva Grey, decidieron quedarse en Venezuela huyendo de la miseria en la que estaba sumida Europa después de la Segunda Guerra Mundial. Estos bailarines comenzaron a dictar clases privadas y le propusieron al director del Liceo Andrés Bello, Dionisio López Orihuela, abrir una cátedra de ballet en esa institución educativa; al director le encantó la idea y hacia finales de 1945 se iniciaron las clases de la Cátedra de Ballet del Liceo Andrés Bello. Vicente era estudiante del liceo e inmediatamente se inscribió en el nuevo curso e inició sus estudios de danza.

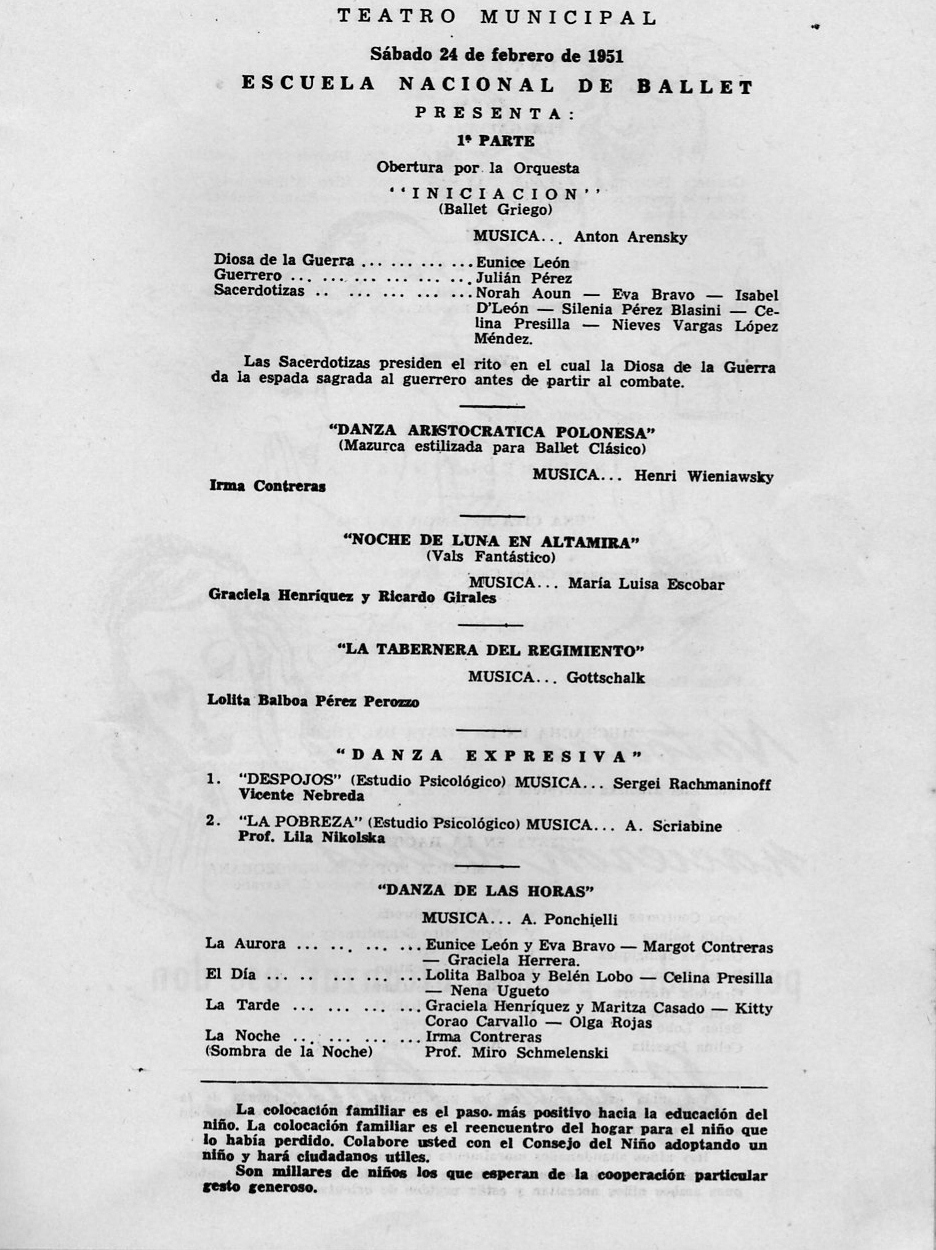
Programa de mano de una función de la Escuela Nacional de Ballet (interior). Teatro Municipal de Caracas, Venezuela, 24 de febrero de 1951.

Los esposos Thomson pronto emprendieron otro proyecto fuera del Liceo Andrés Bello, El Club de Ballet. La cátedra quedó en manos de los Grey y Vicente decidió seguir con los Thomson. Allí afianzó su relación de amistad con quienes serían sus compañeras de baile por años y con quienes se iría del país, Irma Contreras y Graciela Henríquez.
En 1948 ingresó en la Escuela Nacional de Ballet dirigida por Nena Coronil y cuatro años más tarde viaja a Nueva York para continuar sus estudios de ballet en la School of American Ballet con los maestros Anatole Oboukoff, Pierre Vladimiroff y Edward Caton.

## Carrera internacional

### Cuba
En 1952 recibió la invitación de Alicia Alonso para formar parte de su compañía de baile en La Habana, Cuba. Luego de casi un año de trabajo, se lesionó una rodilla y tuvo que guardar reposo, es entonces cuando decide regresar a Venezuela en 1953, para reponerse de las lesiones. Después de su recuperación ingresó a la recién creada compañía Ballet Nena Coronil. Con esta compañía versionó e interpretó ballets del repertorio clásico y comenzó a crear coreografías; de esta época son sus piezas versionadas Las Sílfides, La siesta de un fauno y Bodas de Aurora (III acto); y una obra original: Concierto en Varsovia. El 15 de noviembre de 1953 se fundó la televisora Radio Caracas Televisión y el 16 iniciaron transmisiones, el Ballet Nena Coronil fue parte de esa primera transmisión con la versión de Vicente del ballet Las Sílfides, donde interpretó el rol principal junto a Irma Contreras y Graciela Henríquez. También formó parte del primer espectáculo profesional que realizó esta compañía en el Teatro Municipal de Caracas.

### Francia
Luego de dos años de trabajo en la compañía de Nena Coronil, Nebrada junto a sus inseparables amigas de la época, Irma Contreras y Graciela Henríquez, se dan cuenta de que para continuar su carrera profesional deberán viajar fuera del país. Es entonces cuando Irma Contreras, usando sus contactos allegados a Marcos Pérez Jiménez, consigue una cita con él y le pide una beca de estudios en el exterior para los tres. Pérez Jiménez le otorga las becas y los pasajes aéreos. Es así como en 1955 renunciaron al Ballet Nena Coronil y viajaron a Francia, becados por el gobierno venezolano, y se instalan en París. El Ballet Nena Coronil cerró poco tiempo después. Fue factor fundamental del cierre que Margot Contreras, hermana de Irma, dejara la compañía y fundara una nueva escuela de ballet, la Academia Interamericana de Ballet y el Ballet Interamericano de Venezuela, abriendo las puertas al éxodo de alumnos y bailarines de Nena Coronil. 
Ese mismo año Vicente ingresó en la compañía de Roland Petit, en París. Además de participar como bailarín creó para esa compañía dos pequeñas piezas, Pas de deux y Danza de los adolescentes. Un año más tarde se mudó a la compañía Las Estrellas de Montecarlo. Poco se sabe de estas participaciones más que algún programa de mano o catálogo.
En 1957 regresó a Venezuela junto con Irma Contreras, quien fundó junto con su hermana Margot el Ballet Nacional de Venezuela. Vicente trabajó en esta nueva compañía en calidad de bailarín solista y coreógrafo. Para esta compañía creó dos obras, Quinta Sinfonía con música de Chaikovski y La Valse con música de Maurice Ravel.

### Estados Unidos
Decidido a continuar con su carrera internacional y viendo a Estados Unidos como su meta, viajó en 1958 y audicionó en el Joffrey Ballet. Esta compañía era patrocinada por la multimillonaria Rebekah Harkness quien heredó la fortuna de su esposo, que era dueño de acciones en las explotaciones de la compañía petrolera Standard Oil y, gracias a su inversión, la compañía de Joffrey pagaba a los bailarines, contrataba coreógrafos y hacía espectáculos y giras. Rebekah pidió tener más participación en la toma de decisiones artísticas de la compañía y que la compañía pasara a llamarse Harkness en su honor. Robert Joffrey, quien era el director y fundador de la compañía, se negó a aceptar las exigencias de Rebekah y entonces la Fundación Harkness le retiró el apoyo económico. Es cuando Rebekah funda el Harkness Ballet en 1964, y absorbe a muchos de los artistas que conformaban el Joffrey Ballet, entre ellos a Vicente.
El Harkness Ballet hizo su estreno en 1965 fuera de los Estados Unidos, en Cannes, con George Skibine como director, y un repertorio compuesto por trabajos de Alvin Ailey, George Skibine, Erik Bruhn, Brian Macdonald y Stuart Hodes. El trabajo de la compañía fue principalmente en el extranjero y tuvieron un éxito inmediato.
Ya en 1967, cansado de bailar, con el cuerpo lesionado y pensando en que no podía seguir en esa carrera por mucho tiempo ya que estaba envejeciendo, decide hablar con Rebekah y pedirle la oportunidad de iniciar su carrera como coreógrafo y hacer una transición suave. Rebekah acepta la propuesta y lo autoriza a iniciar sus trabajos coreográficos con la compañía juvenil. Vicente empezó a crear la obra Caín que fue revisada y evaluada en los salones por la directiva de la compañía, lo que le valió la oportunidad de seguir trabajando en el área coreográfica. Gracias a esta oportunidad creó en 1969, lo que sería su primer éxito internacional Percusión para seis hombres con música de Lee Gurst. Esta pieza se presentó en 1969 e inmediatamente pasó a formar parte del repertorio de la compañía profesional, que la llevó a un festival en Alemania, obteniendo buenos comentarios de los especialistas. Este éxito le abrió definitivamente las puertas del Harkness Ballet para dedicarse a la coreografía y dejar el área de la interpretación. Se retiró como bailarín en 1970, cuando tenía 40 años. Para esta compañía creó un total de 8 piezas: Percusión para seis hombres, Schubert Variations, Percusión para seis mujeres, Géminis, Claro de Luna, Sebastián, Sombras y Memorias. Estando en esta compañía inició su relación con el bailarín Zane Wilson, que se convertiría en su compañero sentimental y fiel asistente durante más de 30 años y quien le acompañaría y apoyaría en todas sus empresas.
La compañía se disolvió en 1975 y muchos de sus bailarines fueron incorporados a distintas compañías en el mundo, entre ellas el Ballet Internacional de Caracas, bajo la dirección artística de Vicente Nebrada y Zhandra Rodríguez.

## Regreso a Venezuela

### Ballet Internacional de Caracas
En 1974 se unen dos grandes emprendedores en una sola idea, María Cristina Anzola y Elías Pérez Borjas se plantean crear una compañía de ballet en Venezuela que tuviera trascendencia internacional. Inician una serie de acciones para dar sustento a la idea, María Cristina crea junto con otras personalidades del mundo del arte en Venezuela, la Fundación Pro-Artes Coreográficas, para dar base legal al proyecto; Elías, que era el director de Fundateatro, apoyado por María Cristina inicia la programación y realización de la Reseña Nacional de Danza de 1974. Llevaron adelante este proyecto con el propósito de obtener un panorama general del estado y calidad del movimiento dancístico y de las agrupaciones artísticas que hacían vida en el territorio nacional. A pesar de las limitaciones de presupuesto lograron realizar todas las funciones programadas, en una de ellas participó como bailarina invitada internacional la venezolana Zhandra Rodríguez, quien había hecho carrera en el exterior y era primera bailarina del American Ballet Theatre. Ese mismo año, en los Estados Unidos, dos compañías de ballet entraron en crisis, el American Ballet Theatre amenazaba con cerrar y el Harkness Ballet cerraba ya definitivamente, Vicente era el coreógrafo residente del Harkness y pronto se quedaría sin trabajo, luego de haber hecho una larga carrera en los Estados Unidos. Elías aprovechó esta oportunidad y se reunió con él para plantearle la nueva idea de una compañía profesional en Venezuela y ofrecerle el puesto de coreógrafo residente. Para la constitución del Ballet Internacional de Caracas se conjugaron varios factores, el éxito de la presentación de Zhandra, junto con el empuje de María Cristina y Elías, la aceptación de Vicente, la crisis de las compañías estadounidenses y el apoyo económico del Estado venezolano. 
Finalmente en julio de 1975 iniciaron el trabajo en la nueva compañía con Vicente como director artístico, Zhandra como bailarina estrella, Elías como gerente general y muchos de los bailarines del Harkness Ballet que recientemente se había disuelto. La compañía tomó el nombre de "Ballet del Nuevo Mundo" y luego por exigencias gubernamentales cambia por Ballet Internacional de Caracas. Vicente sintió el compromiso de mostrar una compañía profesional con solo tres meses de trabajo y endureció sus exigencias. Rubén Monasterios habla del carácter de Vicente en esa época:

La personalidad de Vicente contribuyó a que tal cosa fuera posible; generalmente considerado como un director fuerte, entonces se comportó de manera definitivamente tiránica y feroz, alcanzando lo que algunos consideraban los límites de la crueldad para lograr el registro esperado en sus bailarines.
Rubén Monasterios

El estreno fue el 4 de septiembre de 1975 en el Teatro Municipal de Caracas. El teatro estaba lleno y asistieron personalidades políticas al evento. Se estrenó en esa ocasión la obra de Vicente La Luna y los hijos que tenía con música de Michael Kamen que la compuso especialmente para esta obra. Con esta compañía realizó numerosas giras por Europa y América y creó varias coreografías, la más famosa de ellas Nuestros Valses en 1976, que todavía hoy continúa siendo bailada por compañías en el mundo. En 1980 con motivo de la celebración del 40.º aniversario del American Ballet Theatre, se interpretó en la Ópera del Metropolitan de Nueva York su coreografía Una Danza para ti (con música de Teresa Carreño). 
A finales de este 1980 los conflictos internos en el Ballet Internacional de Caracas acabaron con una de las compañías más importantes de Venezuela, en enero de 1981 fue definitivamente cerrado. Zhandra continuó en Venezuela y fundó el Ballet Nuevo Mundo de Caracas y Vicente decidió regresar a Nueva York.

### Otras compañías
Durante su estancia en Estados Unidos entre 1981 y 1984, Vicente continuó con la creación de obras pero ya como coreógrafo contratado por proyectos específicos y no como coreógrafo estable en ninguna institución. Varias compañías le abrieron las puertas, entre ellas el New World Ballet, el Ballet Nacional de Canadá, el Royal Winnipeg Ballet, North Carolina Dance Theatre, Ballet Jazz de Montreal, Ballet del Teatro Municipal de Río de Janeiro, Royal Ballet of Wallonie y Ballet Hispánico. Con esta última compañía mantuvo una relación que duró muchos años y rindió frutos artísticos.

### Ballet Teresa Carreño
A inicios de 1984, Elías Pérez Borjas es nombrado director general del Teatro Teresa Carreño y contactó a Vicente para ofrecerle la dirección artística de la compañía de ballet de esa institución. Vicente aceptó el cargo a mitad de ese mismo año y comenzó a trabajar en lo que sería la primera presentación bajo su dirección. En diciembre de 1984 se realizó la primera función bajo la nueva dirección artística presentando el ballet Pájaro de fuego, que había sido estrenado en 1982 por el Royal Winnipeg Ballet. Durante los 18 años que duró su permanencia en esta compañía de ballet fue un factor fundamental de la riqueza y contemporaneidad del repertorio de este grupo y del elevado nivel profesional exhibido por sus bailarines. Ejerció la dirección artística hasta su fallecimiento en 2002.

## Coreografías
Las obras de Vicente Nebrada se caracterizan por un cuidadoso detalle en todas sus áreas, producto de la exigencia del creador. Nebrada utilizó el estilo neoclásico y le dio un sentido particular, realzando la femineidad de la mujer latinoamericana. Fue particularmente conocido por el estilo personal que le imprimió a sus pas de deux.
La personalidad artística de Vicente Nebrada fue definida por Clive Barnes del The New York Times, con las siguientes expresiones: "Vicente Nebrada es un coreógrafo multifacético y fascinante cuyo talento podría dar al ballet latinoamericano una identidad y un estilo propio".
El repertorio coreográfico de Nebrada lo conforman más de sesenta títulos, de los cuales sobresalen: Nuestros Valses, Una Celebración de Haendel, Percusión para seis hombres, La Valse, Caín, La Luna y los hijos que tenía, Pájaro de fuego, Romeo y Julieta, Pentimento, Fiebre, Doble Corchea, El lago de los cisnes, Van Gogh y El cascanueces. Sus coreografías han sido interpretadas por diferentes compañías de ballet alrededor del mundo.
Según algunas destacadas personalidades de la danza en Venezuela el legado coreográfico del maestro Vicente Nebrada ha sido apartado del acervo cultural venezolano.

## Herencia coreográfica
Vicente Nebreda nombró en su testamento a Zane Wilson como "Heredero Universal" de todas sus obras coreográficas. Wilson fue el asistente coreográfico y compañero sentimental de Nebrada a lo largo de más de 30 años.
Los derechos de autor por las coreografías, de algunas de sus obras en Venezuela, estuvieron en litigio entre Zane Wilson y el Teatro Teresa Carreño.
En el año 2011, gracias a las gestiones de la directora del Teatro Teresa Carreño, Alice Dotta, y de la gerente de la compañía de ballet residente del Teatro, Cristina Fungairiño, se retoman las conversaciones por los derechos sobre las coreografías de Nebrada con Zane Wilson. De estas conversaciones surgieron algunos convenimientos y, en mayo de 2012, se presentó en el Teatro Teresa Carreño una gala de ballet en homenaje a Nebrada, que contó con 4 de sus obras más representativas.
Las negociaciones siguieron durante 2013 pero, debido a los constantes cambios que realiza el gobierno nacional de las autoridades del Teatro Teresa Carreño, las conversaciones y convenimientos no pudieron continuarse. Sin embargo la obra de Nebrada sigue siendo cotizada por compañías alrededor del mundo, el Ballet del SODRE en Uruguay, Ballet Estable del Teatro Colón de Buenos Aires, Instituto Colombiano de Ballet Clásico, Ballet de Santiago de Chile, Ballet Hispánico, Ballet de Filipinas, Ballet de Monterrey en México, Birmingham Royal Ballet de Reino Unido, son algunas de las compañías que incorporaron piezas de Nebrada en su repertorio, entre 2010 y 2020.
Las obras de Nebrada se encuentran en custodia de la Fundación Nebrada, radicada en los Estados Unidos. Esta Fundación se encarga de preservar el legado del maestro venezolano.

## Premios y condecoraciones
- 1976: Premio Fokine, otorgado por la Universidad de la Danza de París por su coreografía Shadows. Francia
- 1984: Premio CONAC de Danza Clásica, otorgado por el Consejo Nacional de la Cultura. Venezuela.
- 1986: Orden Diego de Lozada en su Primera Clase, otorgado por el gobierno venezolano. Venezuela
- 1991: Premio Nacional del Artista: Espectáculo del año "El lago de los cisnes", otorgado por la Fundación Casa del Artista. Venezuela.
- 1991: Premio Nacional del Artista: Coreógrafo del año, otorgado por la Fundación Casa del Artista. Venezuela
- 1992: Premio Nacional de Danza, que se otorga por primera vez en Venezuela.[17]
- 1992: Premio Nacional del Artista: Coreógrafo del año, otorgado por la Fundación Casa del Artista. Venezuela
- 1993: Orden de Andrés Bello en su Primera Clase. Venezuela
- 1995: Orden del Libertador Simón Bolívar en el grado de Gran Oficial, con motivo de sus 50 años de vida artística. Venezuela
- 1995: Premio Municipal de Danza, otorgado por el Concejo del Municipio Libertador. Caracas, Venezuela.
- 1996: Premio Nacional del Artista: Coreógrafo del año, otorgado por la Fundación Casa del Artista. Venezuela
- 2001: Premio Monseñor Pellín en su XII edición: Obra de Teatro infantil del año, El Cascanueces. Venezuela

## Festival Viva Nebrada
En 2008, por iniciativa de Eloísa Maturén, se creó el Festival Viva Nebrada.
Este evento buscaba mantener vivo el legado coreográfico del Maestro Nebrada para las nuevas generaciones en Venezuela, así como impulsar y apoyar a los coreógrafos venezolanos, brindándoles una plataforma apropiada para el desarrollo de su creatividad.
Concebido como un evento multidisciplinario, tuvieron cabida las diferentes manifestaciones de la danza, con propuestas que se enfocaron en llevar la danza a la calle.

### Primera edición
La primera edición del Festival Viva Nebrada se realizó entre el 28 de julio y el 1 de agosto de 2008. El evento, que fue organizado por Ciclorama Producciones Escénicas (Eloísa Maturén) y la Fundación Morella Muñoz (Gunilla Álvarez), culminó con dos funciones de Gala en el Aula Magna de la Universidad Central de Venezuela, contando con la participación de destacados bailarines venezolanos y extranjeros, la Orquesta Sinfónica Simón Bolívar dirigida por el Maestro Gustavo Dudamel.

### Segunda edición
La segunda edición del Festival se efectuó entre el 7 y el 25 de julio de 2010 y se tituló Vive la danza. La propuesta de esta edición fue más urbana, tomando los diferentes puntos de la ciudad de Caracas con varias agrupaciones de danza y con diferentes estilos, que iban desde el hip-hop pasando por el flamenco y hasta la danza contemporánea. Finalizó con dos galas de danza en el Teatro Teresa Carreño, donde participaron cuatro escuelas de danza de Venezuela con obras de cuatro coreógrafos, y la Orquesta Sinfónica de la Juventud Venezolana Simón Bolívar, dirigida por Gustavo Dudamel.

### Tercera edición
La tercera edición del Festival se realizó del 24 al 30 de junio de 2013. En esta el evento tomó el nombre de Festival Vive la Danza. Todos los espectáculos fueron realizados en cinco plazas emblemáticas de la ciudad de Caracas durante siete días, y tuvieron cabida coreografías inéditas de veintisiete coreógrafos que desarrollan su actividad en la capital.
Esta fue la última edición del Festival que tuvo relación con Nebrada y su obra.